# Loiri Porto San Paolo
Loiri Porto San Paolo (galurski: Lòiri Poltu Santu Pàulu) je grad i općina (comune) u pokrajini Sassariju u regiji Sardiniji, Italija. Nalazi se na nadmorskoj visini od 105 metara i ima 3 407 stanovnika.
 Prostire se na 118,52 km². Gustoća naseljenosti je 29 st/km².
Susjedne općine su: Monti, Olbia, Padru i San Teodoro.